# Епархия Эрешина
Епархия Эрешина (лат. Dioecesis Ereximensis) — епархия Римско-Католической церкви с центром в городе Эрешин, Бразилия. Епархия Эрешина входит в митрополию Пасу-Фунду. Кафедральным собором епархии Эрешина является церковь святого Иосифа.  

## История
27 мая 1971 года Римский папа Павел VI издал буллу «Cum Christus», которой учредил епархию Эрешина, выделив её из епархии Пасу-Фунду.

## Ординарии епархии
- епископ João Aloysio Hoffmann (1971—1994);
- епископ Girônimo Zanandréa (1994 — 6.06.2012);
- епископ José Gislon (6.06.2012 — по настоящее время).

## Источник
- Annuario Pontificio, Libreria Editrice Vaticana, Città del Vaticano, 2003, ISBN 88-209-7422-3